# Megalomus hirtus
Megalomus hirtus är en insektsart som först beskrevs av Carl von Linné 1761.  Megalomus hirtus ingår i släktet Megalomus och familjen florsländor. Arten är reproducerande i Sverige. Inga underarter finns listade i Catalogue of Life.

## Bildgalleri

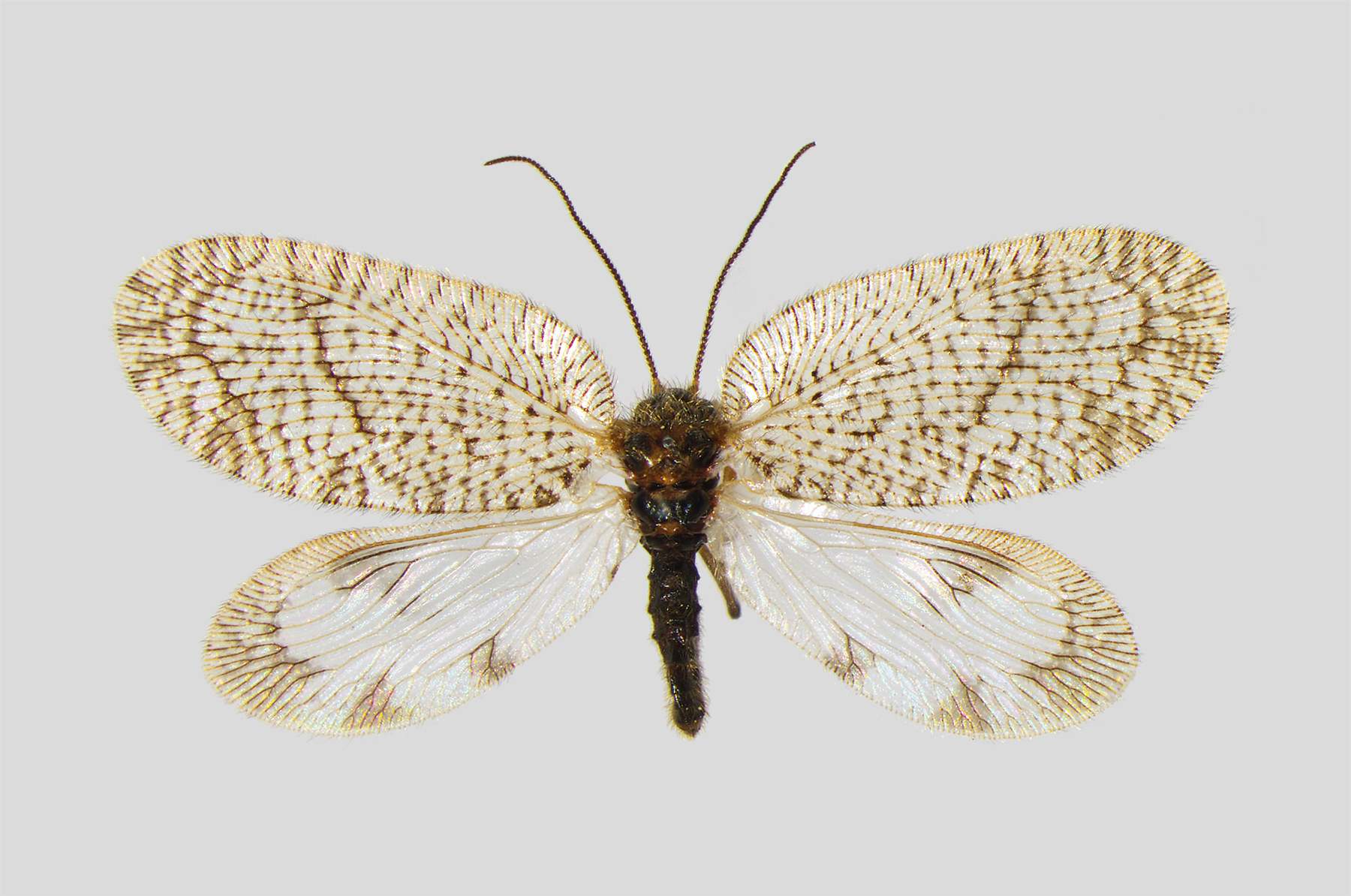
Preparerad (uppnålad) imago florslända.